# Iris Slappendel
Iris Slappendel (Ouderkerk aan den IJssel, 18 februari 1985) is een Nederlands ploegleider, ontwerper en voormalig wielrenster.

## Biografie
Slappendel reed vanaf 2004 drie jaar voor het team Vrienden van het Platteland en vervolgens drie jaar voor Team Flexpoint. Na twee jaar bij Cervélo, reed ze drie jaar bij Rabobank-Liv, in 2015 bij Bigla en in 2016 bij UnitedHealthcare Women's Team. Haar specialiteit was de tijdrit.
In 2003 werd Slappendel derde op het wereldkampioenschap individuele tijdrit bij de junioren en in 2008 won ze het wereldkampioenschap individuele tijdrit voor universitairen. Ze won tweemaal de wereldbeker in Zweden: in 2010 won ze met Cervélo de ploegentijdrit en in 2012 won ze de wegrit. In 2014 won ze het Nederlands kampioenschap op de weg. In september 2016 maakte ze bekend dat ze haar profcarrière beëindigt. Haar laatste wedstrijd en tevens laatste overwinning was het Gateway Cup-criterium in St. Louis (Missouri).

### Na haar sportieve carrière
Slappendel bleef na haar sportieve carrière actief in de wielersport. Zo werd ze in juni 2017 bestuurslid van de Vereniging voor Beroepswielrenners. Daarnaast is ze regelmatig co-commentator bij Eurosport.
In september 2017 nam ze samen met Aniek Rooderkerken en studenten van de TU Delft en VU Amsterdam als Human Power Team deel aan de zevende editie van de VeloX. Rooderkerken won de wedstrijd in de woestijn van Nevada met 121,5 km/u en zette daarmee een nieuw Nederlands record, maar kwam 0,3 km/u tekort voor een nieuw wereldrecord. Slappendel werd tweede in de wedstrijd met 115 km/u.
In november 2017 werd bekend dat Slappendel ploegleider wordt bij de mannenploeg Delta Cycling Rotterdam.

### Ontwerper
Slappendel is opgeleid als industrieel ontwerper. Zo ontwierp ze de vier truien voor de klassementen in de UCI wereldbeker 2014 en won zelf het sprintklassement. Ook het tenue van haar ploeg Bigla in 2015 was haar ontwerp, net als de Nederlandse wielertenues voor de Olympische Zomerspelen 2016 in Rio de Janeiro. In 2017 presenteerde ze haar eigen collectie wielerkleding onder de naam I.R.I.S. - I Ride In Style.

## Teams

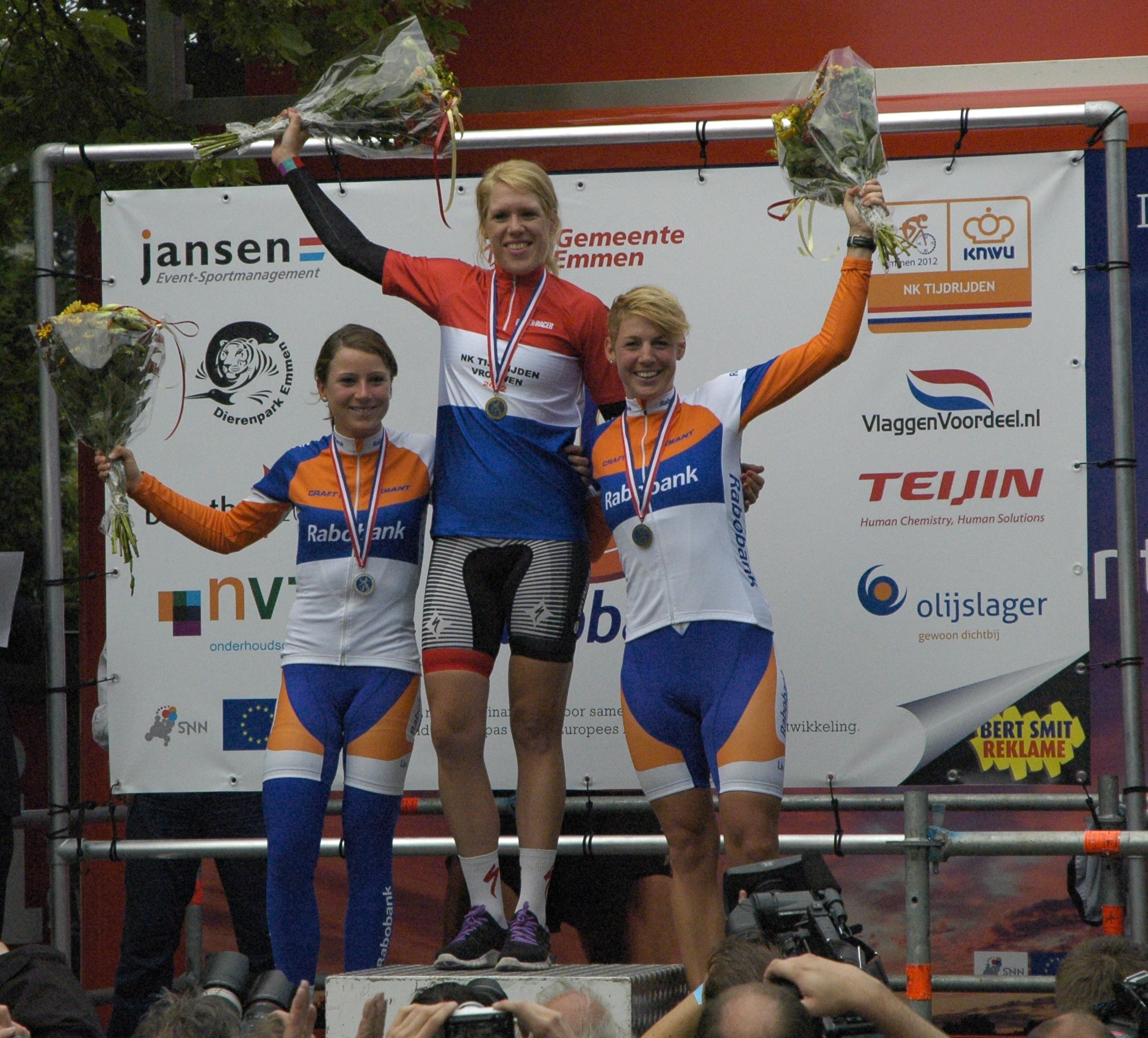
Brons op het NK tijdrijden 2012.

- 2004-2006:  Vrienden van het Platteland
- 2007-2009:  Team Flexpoint
- 2010-2011:  Cervélo TestTeam
- 2012-2014:  Rabobank-Liv
- 2015:  Bigla Pro Cycling Team
- 2016:  UnitedHealthcare Women's Team

## Erelijst
2003

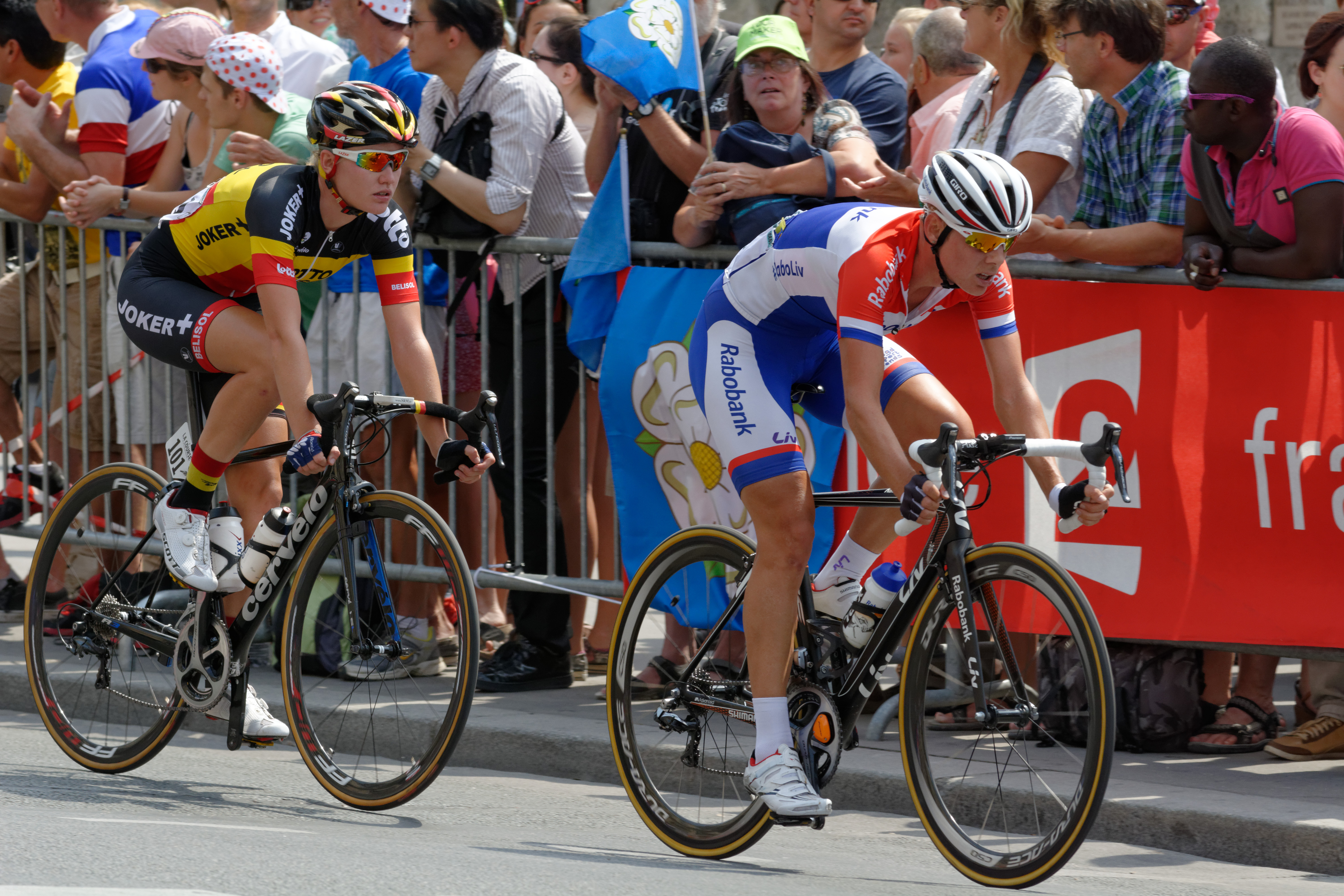
Nederlands kampioen in La Course.

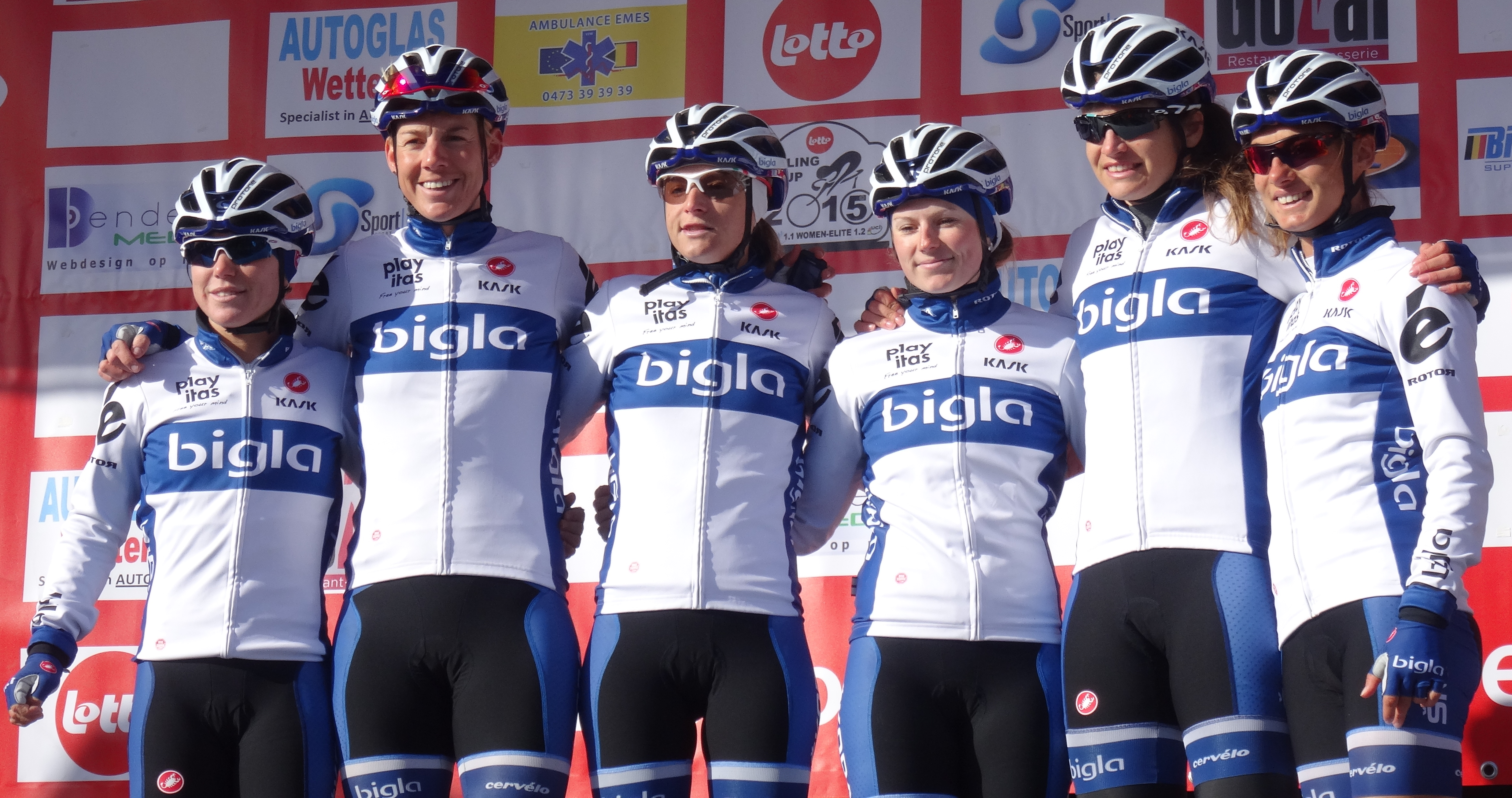
Met Bigla in Le Samyn 2015.

- Wereldkampioenschap tijdrijden, (junioren)

2006
- Ronde rond het Ronostrand
- Proloog Giro di Toscana

2008
- Omloop der Kempen
- Wereldkampioenschap individuele tijdrit (Universitairen)

2010
- 6e etappe Thüringen Rundfahrt
- Open de Suède Vårgårda (Ploegentijdrit)

2012
- GP Città di Cornaredo
- 1e etappe RaboSter Zeeuwsche Eilanden
- Open de Suède Vårgårda (wegrit)
- Nederlands Kampioenschap tijdrijden
- 7e in Eindklassement UCI Road Women World Cup

2014
- Nederlands Kampioen op de weg
- Slotetappe in de Route de France Féminine Internationale
- Sprintklassement UCI Road Women World Cup